# Джаркимбаев, Казак
Казак Жаркынбаев (10 ноября 1911, Каменка, Семиреченская область — 10 июля 1969, Каменка, Иссык-Кульская область) — младший сержант Рабоче-крестьянской Красной Армии, участник Великой Отечественной войны, Герой Советского Союза (1945).

## Биография
Казак Жаркынбаев родился 10 ноября 1911 года в селе Таштак (ныне — село Жаркынбаево Иссык-Кульского района Иссык-Кульской области Кыргызстана) в крестьянской семье. Получил начальное образование, после чего работал в колхозе. В июле 1941 года Жаркынбаев был призван на службу в Рабоче-крестьянскую Красную Армию. С января 1944 года — на фронтах Великой Отечественной войны. К апрелю 1944 года гвардии младший сержант Казак Жаркынбаев был наводчиком орудия 287-го гвардейского стрелкового полка 95-й гвардейской стрелковой дивизии 5-й гвардейской армии 2-го Украинского фронта. Отличился во время форсирования Днестра.
16 апреля 1944 года Жаркынбаев в составе расчёта своего орудия переправился через Днестр в районе села Бутор Григориопольского района Молдавской ССР. Когда противник предпринял ряд мощных контратак при поддержке артиллерии и авиации, он принял активное участие в их отражении. Когда орудие вышло из строя, Жаркынбаев продолжил вести огонь из пулемёта, уничтожил более двух взводов солдат и офицеров противника. Действия Жаркынбаева способствовали успешному удержанию плацдарма.
Указом Президиума Верховного Совета СССР от 24 марта 1945 года за «образцовое выполнение боевых заданий командования на фронте борьбы с немецкими захватчиками и проявленные при этом мужество и героизм» младший сержант Казак Жаркынбаев был удостоен высокого звания Героя Советского Союза с вручением ордена Ленина и медали «Золотая Звезда» за номером 8076.
После окончания войны Жаркынбаев был демобилизован. Вернулся на родину, где работал бригадиром, председателем колхоза, завхозом в машинно-тракторной станции. Умер 10 июля 1969 года, похоронен в селе Кароол-Дёбё Иссык-Кульского района.
Был также награждён рядом медалей.
В честь Жаркынбаева названы родное село и улица в его родном селе.